# Croton pallidulus
Pour Croton pallidulus var. myrianthus, (Müll.Arg.) L.B.Sm & S.F.Sm., voir Croton myrianthus.
Espèce
Croton pallidulus est une espèce de plantes à fleurs du genre Croton et de la famille des Euphorbiaceae, présente au Brésil (São Paulo).
Il a pour synonyme :
- Oxydectes pallidula, (Baill.) Kuntze